# Louis Witten
Louis Witten (* 13. April 1921 in Baltimore, Maryland) ist ein US-amerikanischer theoretischer Physiker, der sich mit Gravitationsphysik (Allgemeine Relativitätstheorie) befasst.

## Leben
Witten studierte an der Johns Hopkins University mit dem Bachelor-Abschluss als Ingenieur 1941 und der Promotion 1951 bei Theodore H. Berlin. Außerdem erhielt er 1944 einen Bachelorabschluss in Physik an der New York University. Als Post-Doktorand war er bis 1953 an der Princeton University, 1952/53 an der University of Maryland, 1953/54 am Massachusetts Institute of Technology (Lincoln Laboratory) und forschte 1954 bis 1968 bei Martin Marietta, ab 1965 als Associate Director von dessen Institute for Advanced Studies. 1956 bis 1968 war er außerdem Adjunct Professor an der Drexel University. 1964/65 war er als Fulbright Lecturer am Weizmann-Institut. Von 1968 bis zu seiner Emeritierung 1991 war er Professor für Physik an der University of Cincinnati, wo er 1968 bis 1974 die Physik-Fakultät leitete. Er war seit 1972 Vize-Präsident und Direktor für Science Affairs der Gravity Research Foundation.
Er ist Fellow der American Association for the Advancement of Science und der American Physical Society.
Er hat aus erster Ehe mit Lorraine Wallach (Heirat 1949, gestorben 1987) eine Tochter und drei Söhne, einer davon ist der Physiker Edward Witten, ein anderer Sohn Matthew Witten ist Drehbuchautor. Seit 1991 ist er in zweiter Ehe mit Francis De Lange verheiratet.

## Werke
- Louis Witten (Hrsg.): Gravitation : an Introduction to Current Research. Wiley, New York 1962 (darin von Witten: A geometric theory of the electromagnetic and gravitational fields)
- Herausgeber mit Moshe Carmeli, Stuart Fickler: Relativity. Plenum Press, 1970 (Proc. Relativity Conference in the Midwest, Cincinnati 1969)